# Jiří Zeman (odbojář)
Jiří Zeman (7. listopadu 1892 v Pardubicích – 30. června 1942 v Praze) byl za první světové války příslušník československých legií ve Francii. Po návratu do vlasti byl na konci třicátých let dvacátého století zaměstnán jako průvodčí mezinárodních lůžkových vozů společnosti Wagons-Lits. Za protektorátu pracoval v nekomunistickém odboji jako spojka a kurýr domácího odboje do zahraničí. V pololetí roku 1940 musel změnit zaměstnání a stal se úředníkem pojišťovací společnosti „Prudentia“. Gestapem byl zatčen 21. března 1942 a po třech měsících v samovazbě v Pankrácké věznici byl 30. června 1942 popraven na Kobyliské střelnici.

## V legiích
V době, kdy byl Jiří Zeman povolán do rakousko-uherské armády bydlel v Hradci Králové. V armádě byl zařazen jako vojín u 27. dělostřeleckého pluku. Dne 29. listopadu 1914 padl do zajetí v Srbsku. Do československých legií ve Francii se přihlásil 16. ledna 1918 a byl po celou dobu své „legionářské kariéry“ zařazen (jako rozvědčík) u 21. střeleckého (Terronského) pluku. V legiích začínal v hodnosti vojína; účastnil se bojů u Verdunu, Champagni, Arrasu a Terron-Vouziers a z činné služby v legiích byl vyřazen 31. prosince 1919 v hodnosti svobodníka.

## V odboji
Po návratu do vlasti byl na konci třicátých let dvacátého století zaměstnán jako průvodčí mezinárodních lůžkových vozů společnosti Wagons-Lits. V době mobilizace (v roce 1938) nastoupil do Radovesnic u Kolína. Brzy po 15. březnu 1939 byl zpravodajskými důstojníky pověřen doručováním zásilek na tratích Praha–Varšava a Praha–Paříž. Jiří Zeman tak pracoval již od začátku léta 1939 jako kurýr pro odbojovou skupinu „Tří konšelů“.. V nekomunistickém odboji působil jako kurýr domácí zpravodajské služby. Byl členem ilegální organizace Obrana národa (ON). Spolu se svým 27letým zetěm Břetislavem Schweizarem pomáhal diverzní skupině Tři králové (Josef Balabán, Josef Mašín, Václav Morávek) mimo jiné i s přepravou sabotážního materiálu. V rámci svých aktivit v Obraně národa (ON) doručoval Jiří Zeman zprávy i na jugoslávský generální konzulát v Praze, kde pracoval pro československý odboj Božidar Stefanovič – úředník tohoto konzulátu.

### Kurýrní spojení

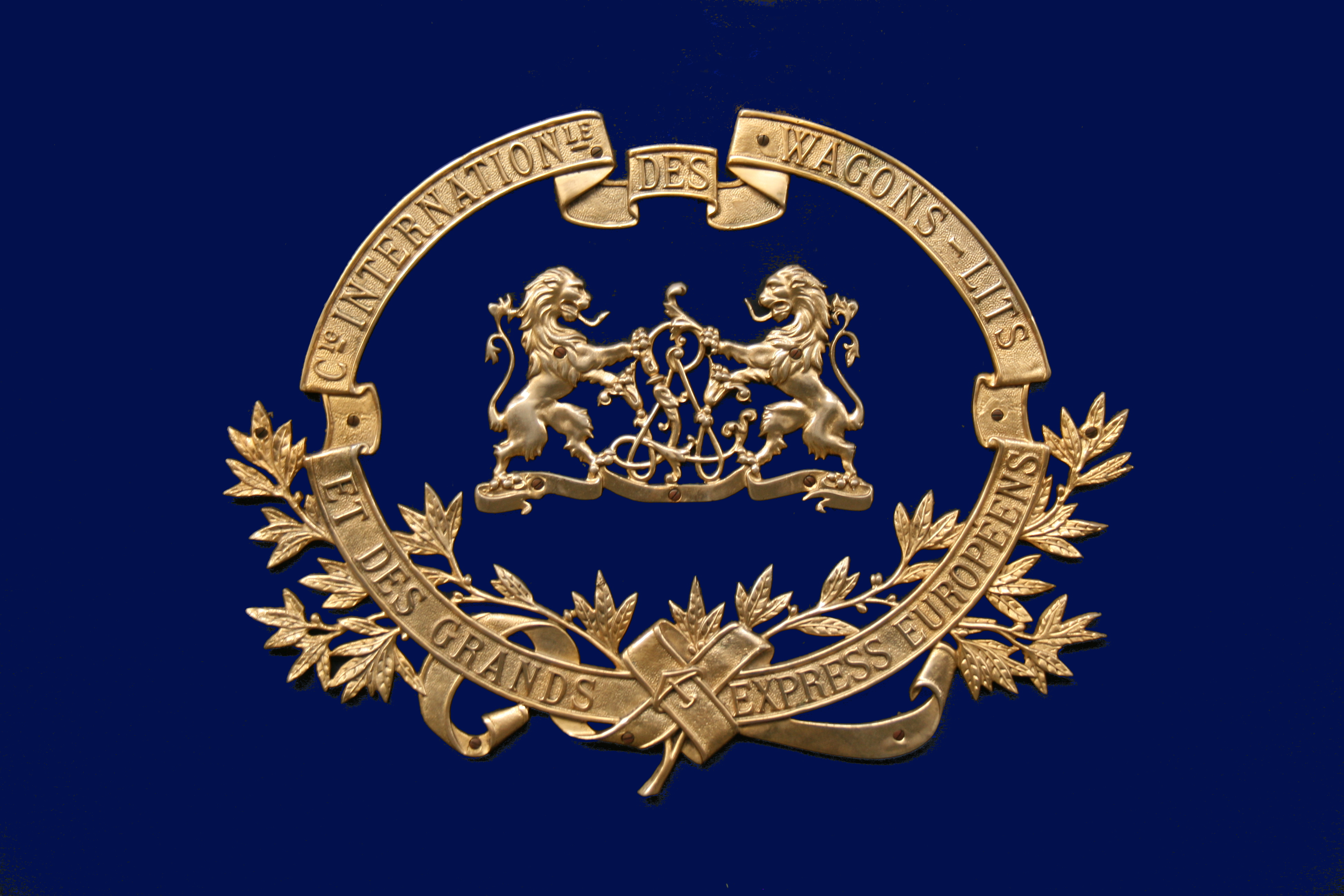
Civilní logo společnosti Wagons-Lits

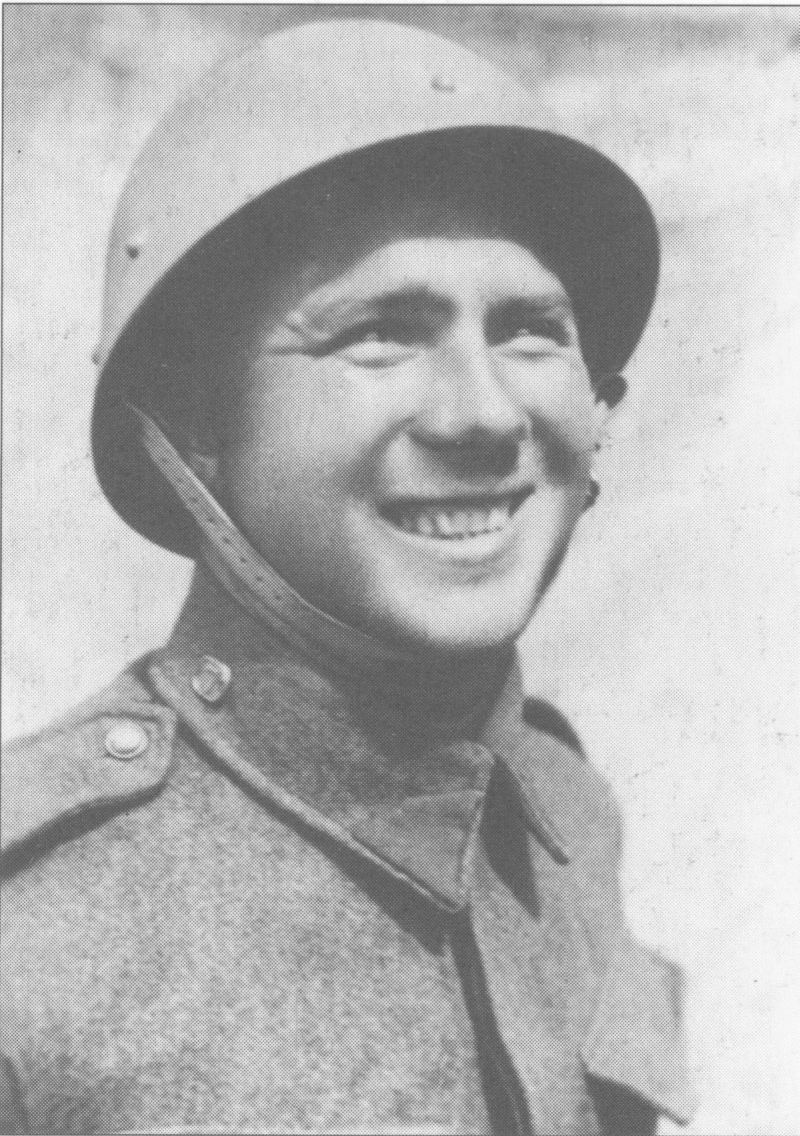
Jan Karel (září 1938)

Kurýrní spojení zajišťovalo pomocí svých kurýrů přepravu zpráv mezi zahraničními expoziturami československé zpravodajské služby a domácím ústředím. K tomu patřila i tajná přeprava československých vojáků a politiků do zahraničí (mimo protektorát). V lůžkových vozech se tajně přepravovaly i součástky k vysílačkám, rozbušky, nákresy nových zbraní, fotografický materiál, dokonce byly touto cestou přepraveny i dvě ilegální vysílačky. Ač oklikou, spolehlivě putovaly „balkánskou cestou“ i některé zprávy určené zpravodajské ústředně v Londýně.
Jiří Zeman pracoval až do přepadení Polska Německem (1. září 1939) pro mezinárodní přepravní společnost Wagons-Lits na trati Praha–Varšava. Ilegální zásilky mezi oběma městy se přepravovaly ve služebním kupé lůžkového vozu. Po napadení Polska Adolfem Hitlerem začal Jiří Zeman pracovat pro stejnou společnost (Wagons-Lits) ale na trase: Praha–Bělehrad–Istanbul. 
Na trase Praha–Bělehrad–Istanbul zajišťoval Zeman pro Tři krále kurýrní spojení spolu s dalšími svými spolupracovníky (českými průvodčími spacích a jídelních expresů), kterými byli:
- Jan Karel[1][10][11]
- Miroslav Kochan[3]
- Alios Fürbacher [p 2] z Prahy a
- Josef Hass z Bratislavy[3]

Zprávy od kurýrů v Bělehradě přebírali dr. Jaroslav Lípa  (bývalý československý velvyslanec v Jugoslávii) a zpravodajský důstojník major Jaroslav Hájíček.
Mezi nejbližší spolupracovníky Jiřího Zemana patřil (mimo jiné) plukovník Čeněk Kudláček – jeden ze zakládajících členů vojenské odbojové organizace Obrana národa (a její první náčelník štábu); ředitel Centrokomise Gustav Svoboda a Vojtěch Vrňata (krycí jméno „Dlouhý“) – zaměstnanec pražské mezinárodní speditérské firmy Jarolímek fungující jako kurýr cestující „služebně“ na Balkánský poloostrov.
V květnu 1940 byly na zásah Němců omezeny cesty českých průvodčích do Budapešti a zhruba v polovině roku 1940 byli Jiří Zeman a Alios Fürbacher propuštěni jako „nespolehliví“ ze státních služeb, takže kurýrní spojení dále (zhruba od pololetí roku 1940 až do 4. března 1941) udržoval jen Jan Karel. Jiří Zeman se stal úředníkem pojišťovací společnosti „Prudentia“, když předtím získal pro odbojovou činnost Jana Karla – kolegu z mezinárodních linek společnosti Mitropa.

### Bělehradská ulice

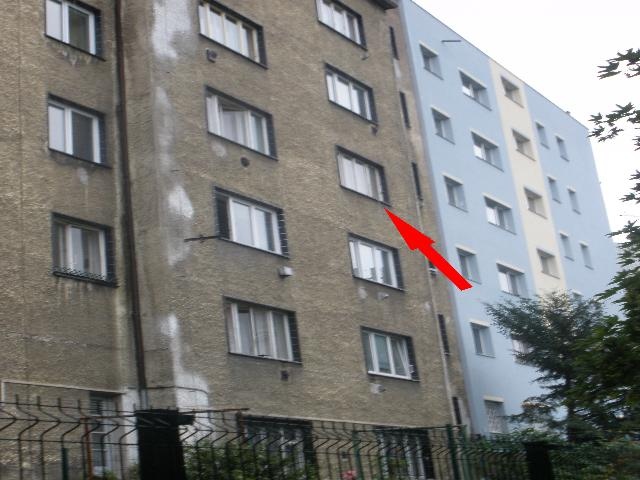
Dům v Čiklově ulici, kde byl zatčen pplk. Josef Mašín. Šipkou označeno okno, odkud uprchli štábní kapitán Václav Morávek s četařem Františkem Peltánem

Jiří Zeman bydlel v Bělehradské ulici v Praze na Vinohradech.  Byt sloužil odboji jako zpravodajská (agenturní) přepážka  a rozmnožoval se zde i ilegální časopis V boj. Třem králům a jejich spolupracovníkům sloužil byt i jako úschovna sabotážního materiálu.
V bytě v Bělehradské ulici nejspíše převzal v únoru 1941 Jan Karel kufr s výbušninou, která způsobila explozi na Anhaltském nádraží v Berlíně.
Vysílání, kterého se účastnil František Peltán, Josef Mašín a Václav Morávek, se uskutečnilo ve večerních hodinách dne 13. května 1941 v bytě v ulici Pod Terebkou (dnešní Čiklova 19). Při vysílání však byli odbojáři přepadeni gestapem, Josef Mašín byl těžce zraněn a zatčen, Františku Peltánovi s Václavem Morávkem se podařilo uprchnout, poté co se spustili po ocelovém lanku ze čtvrtého patra. Při útěku si Morávek zranil prst a našel úkryt právě u Jiřího Zemana v bytě v Bělehradské ulici. Jiří Zeman pak následně zajistil ošetření jeho zraněného prstu. Václav Morávek zde přespal jednu noc a pak se přesunul na Vinohrady k Magdě Rezkové (do bytu v ulici Anny Letenské).

### Filatelistický obchod

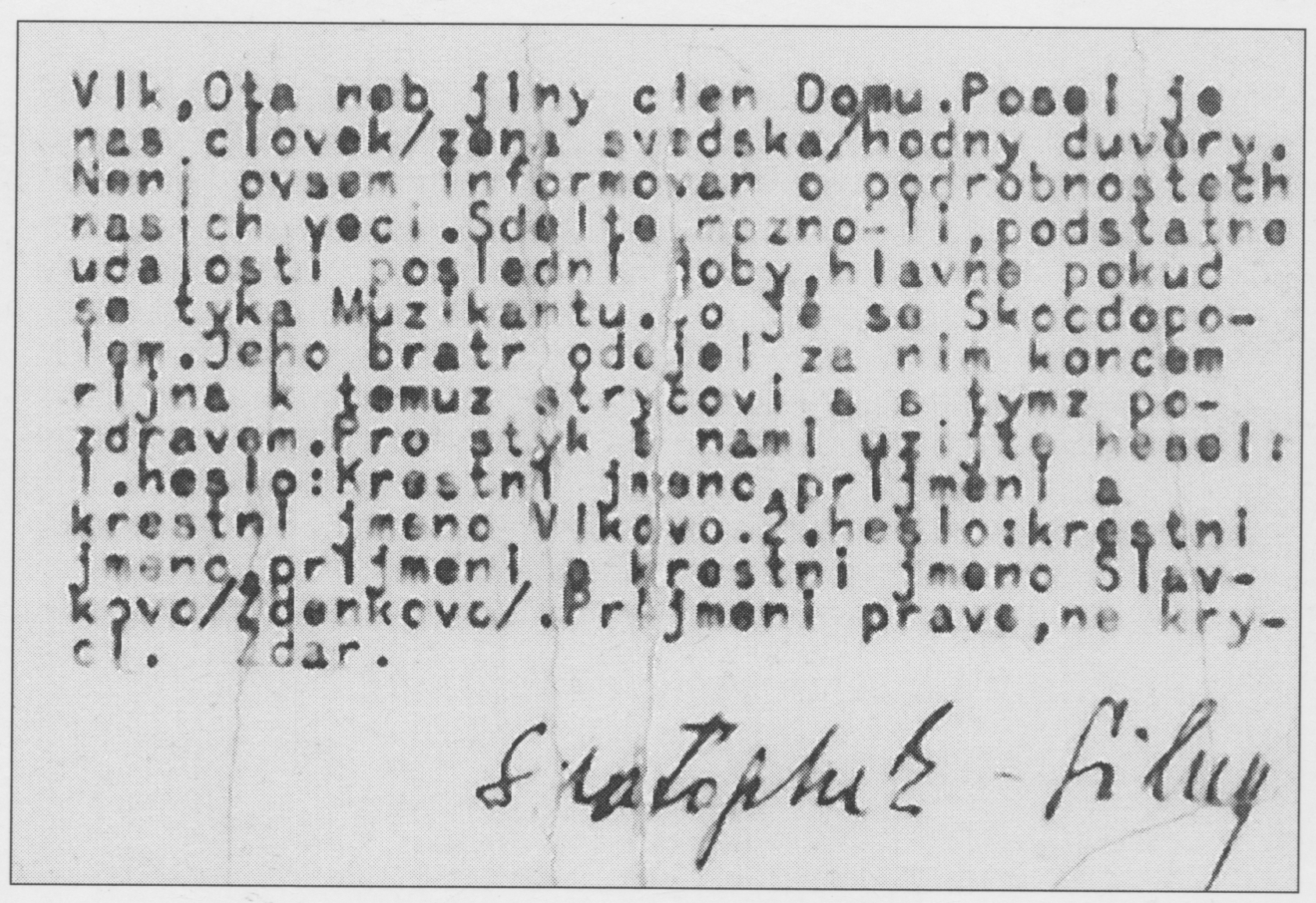
Mikrofotografie se vzkazem generála Sergeje Ingra domácímu odboji z prosince 1941

V domě (na adrese Na Poříčí 1038/6, Praha 1) byl filatelistický obchod, který vlastnil zeť Jiřího Zemana – 27letý Břetislav Schweizar. Do roku 1942 sloužil tento obchod domácímu odboji (především Václavu Morávkovi) jako důležitá agenturní (zpravodajská) přepážka. Zahraniční londýnský odboj znal tuto adresu (od Václava Morávka) a doručoval „filatelistům“ zpravodajský materiál. Prostřednictvím legačního rady Vladimíra Vaňka sem v roce 1941 dopravovaly z Londýna tajná sdělení slečny Sjöhelmová a Marie Kockumová, cestující „za obchodem“, coby státní příslušnice neutrálního Švédska (obvykle ve formě mikrofotografií o velikosti několika milimetrů). Slečny bývaly ubytovány v hotelu Šroubek (Václavské náměstí 826/25) nebo hotelu Esplanade. Po útoku gestapa na jinonický akcíz (4. října 1941) bylo přerušeno radiotelegrafické spojení s Londýnem. V prosinci 1941 se ministr národní obrany exilové vlády generál Sergej Ingr (krycí jméno Svatopluk) snažil přes tuto přepážku navázat spojení s domácím odbojem a předat mu vzkaz (na mikrofotografii). Vzkaz byl adresován plukovníku Josefu Churavému (krycí jméno Vlk) nebo Václavu Morávkovi či jinému představiteli DOMU (Domácí odboj muzikantů – jiné označení pro Obranu národa). Není známo, jak byla tato přepážka odhalena, když byla předtím nejspíš nějakou dobu sledována gestapem.

## Zatčení, věznění, ...
Břetislav Schweizar a Jiří Zeman byli ve filatelistickém obchodě zatčeni gestapem 21. března 1942 – ve stejný den, kdy byl dopaden a zastřelen v Praze na Prašném mostě i Václav Morávek.
Jiří Zeman byl vězněn tři měsíce v samovazbě v Pankrácké věznici (od 21. března 1942.) Dne 30. června 1942 byl společně se svým kolegou Janem Karlem a se svým zetěm Břetislavem Schweizarem popraven zastřelením na Kobyliské střelnici. Spolu s nimi byli v tentýž den v Kobylisích popraveni také podplukovník Josef Mašín, Josef Líkař, Františka Plamínková, plukovník Josef Churavý, Karel Šváb, Vincy Schwarz a jeho manželka Zdena Schwarzová a další odbojáři, celkem 70 osob.

Seznam popravených na Kobyliské střelnici 30. června 1942
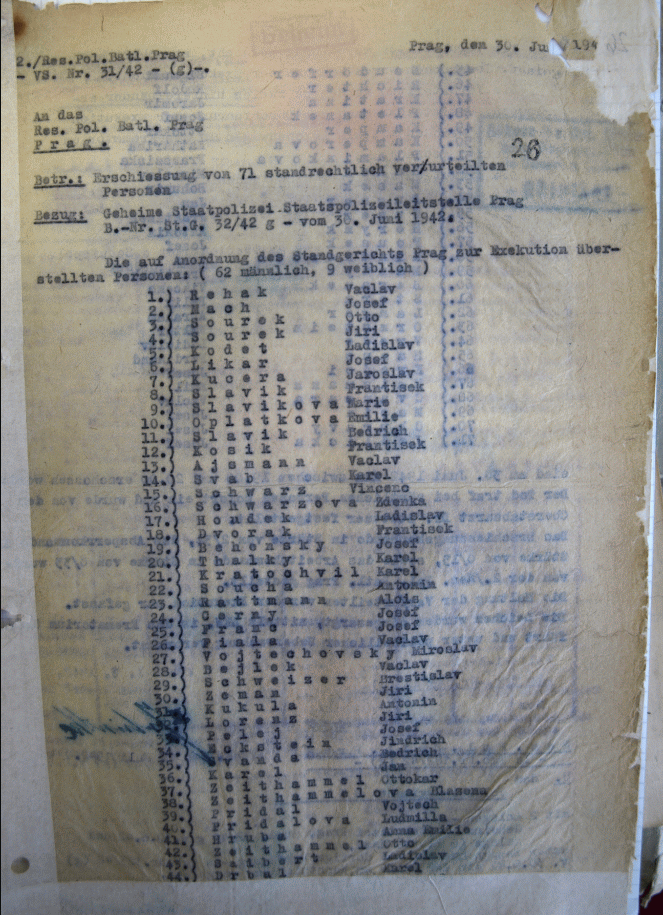
Popravní protokol z 30. června 1942 (1. strana, německý originál)
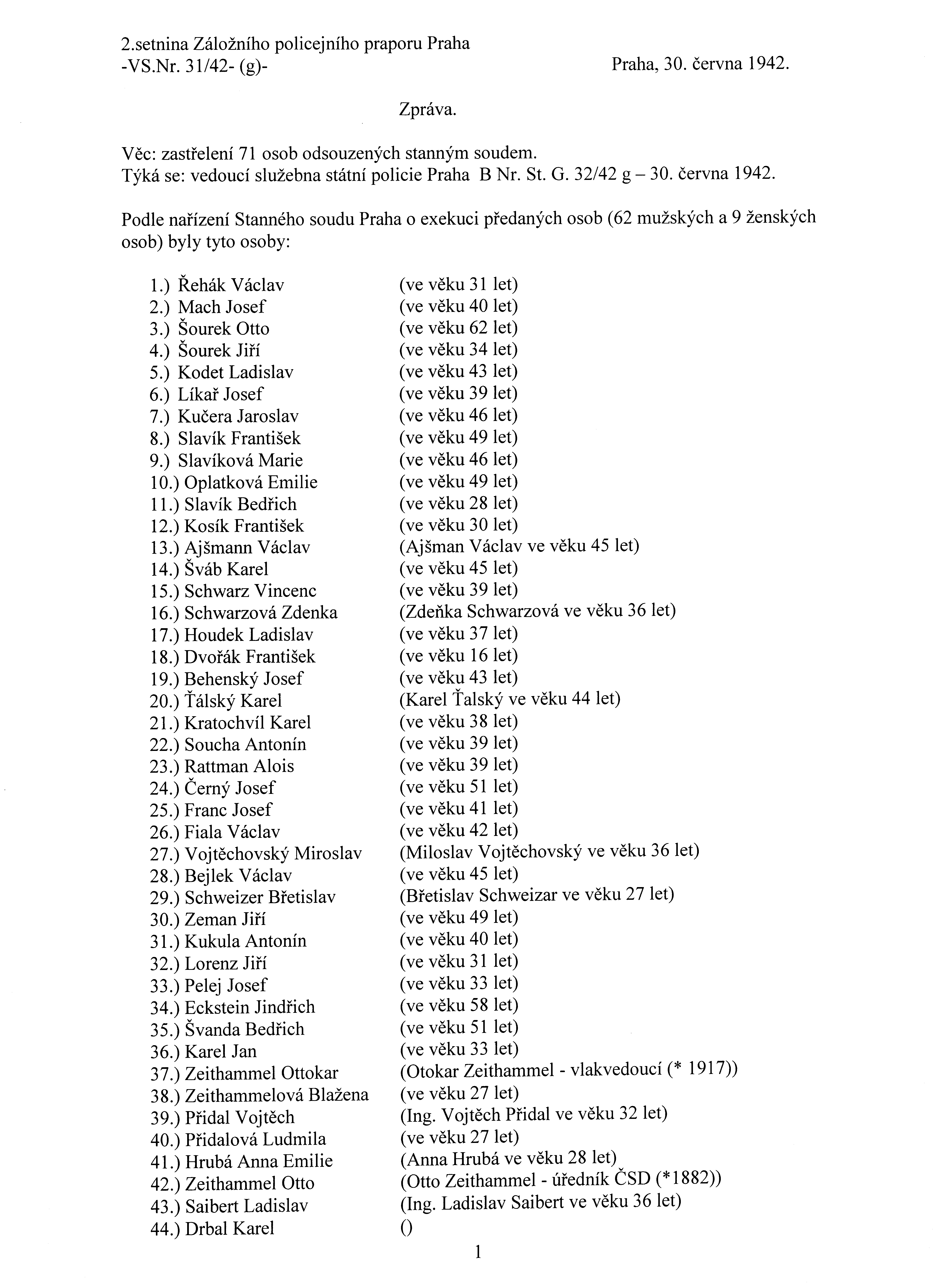
Popravní protokol z 30. června 1942 (1. strana, překlad do češtiny)
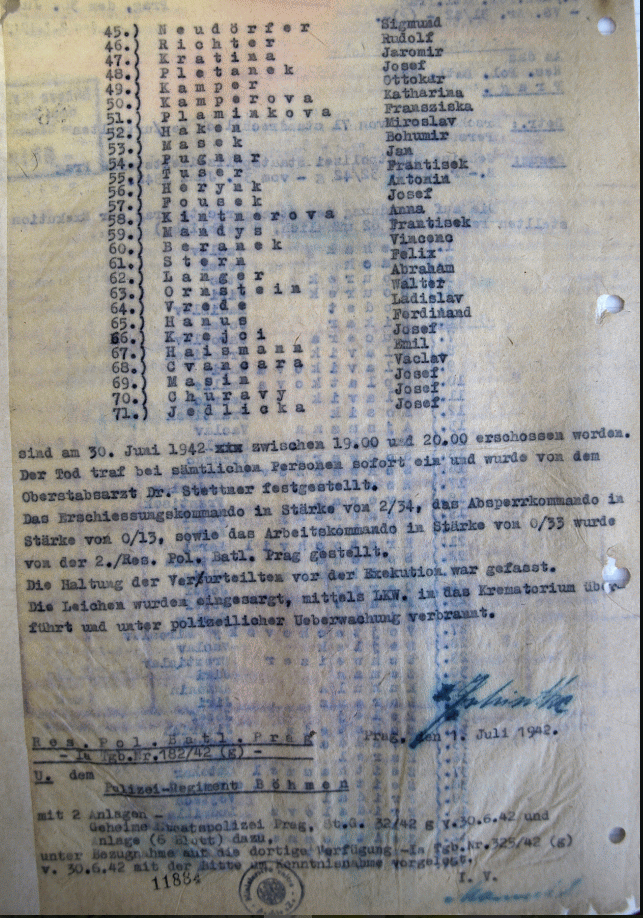
Popravní protokol z 30. června 1942 (2. strana, německý originál)
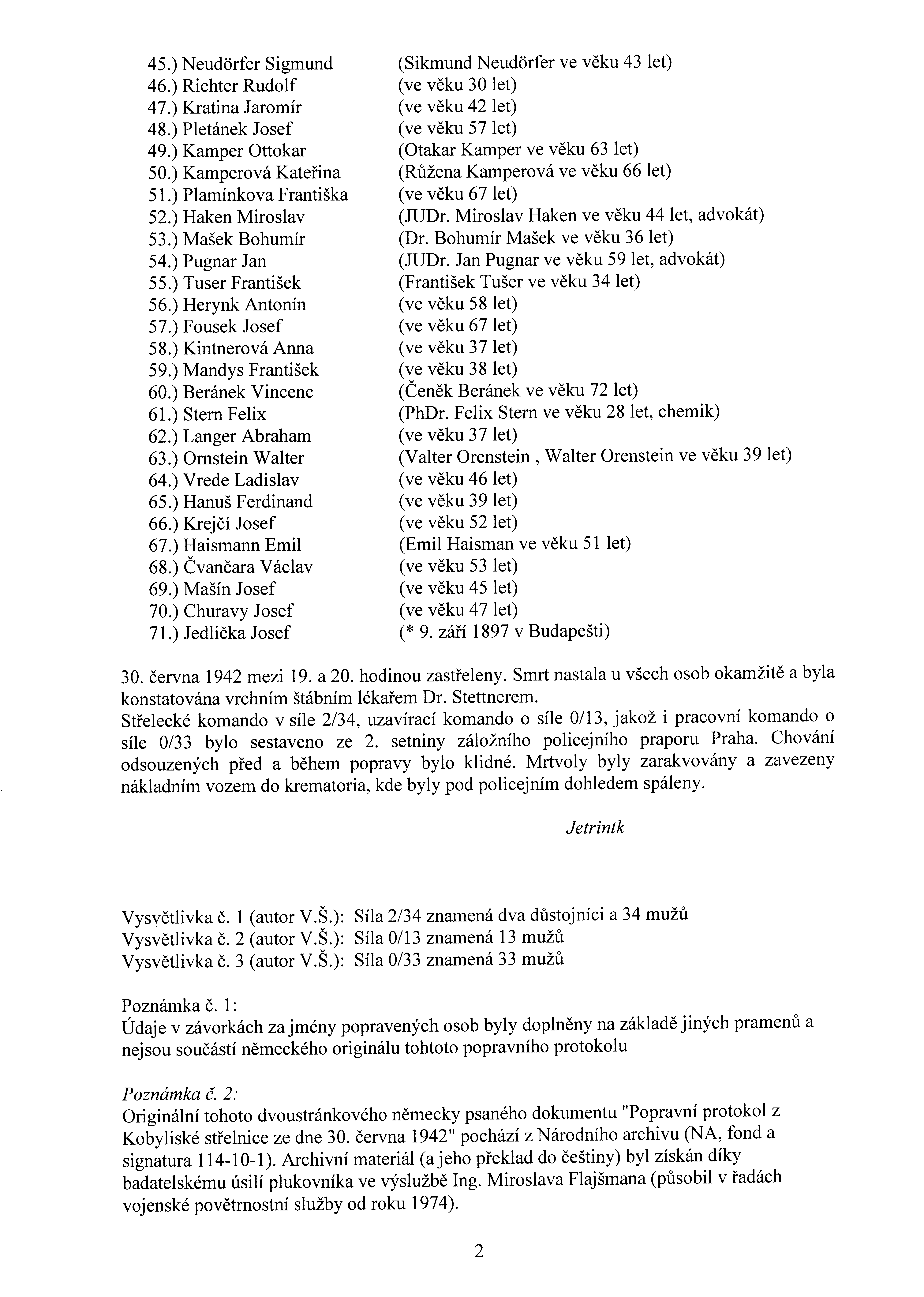
Popravní protokol z 30. června 1942 (2. strana, překlad do češtiny)
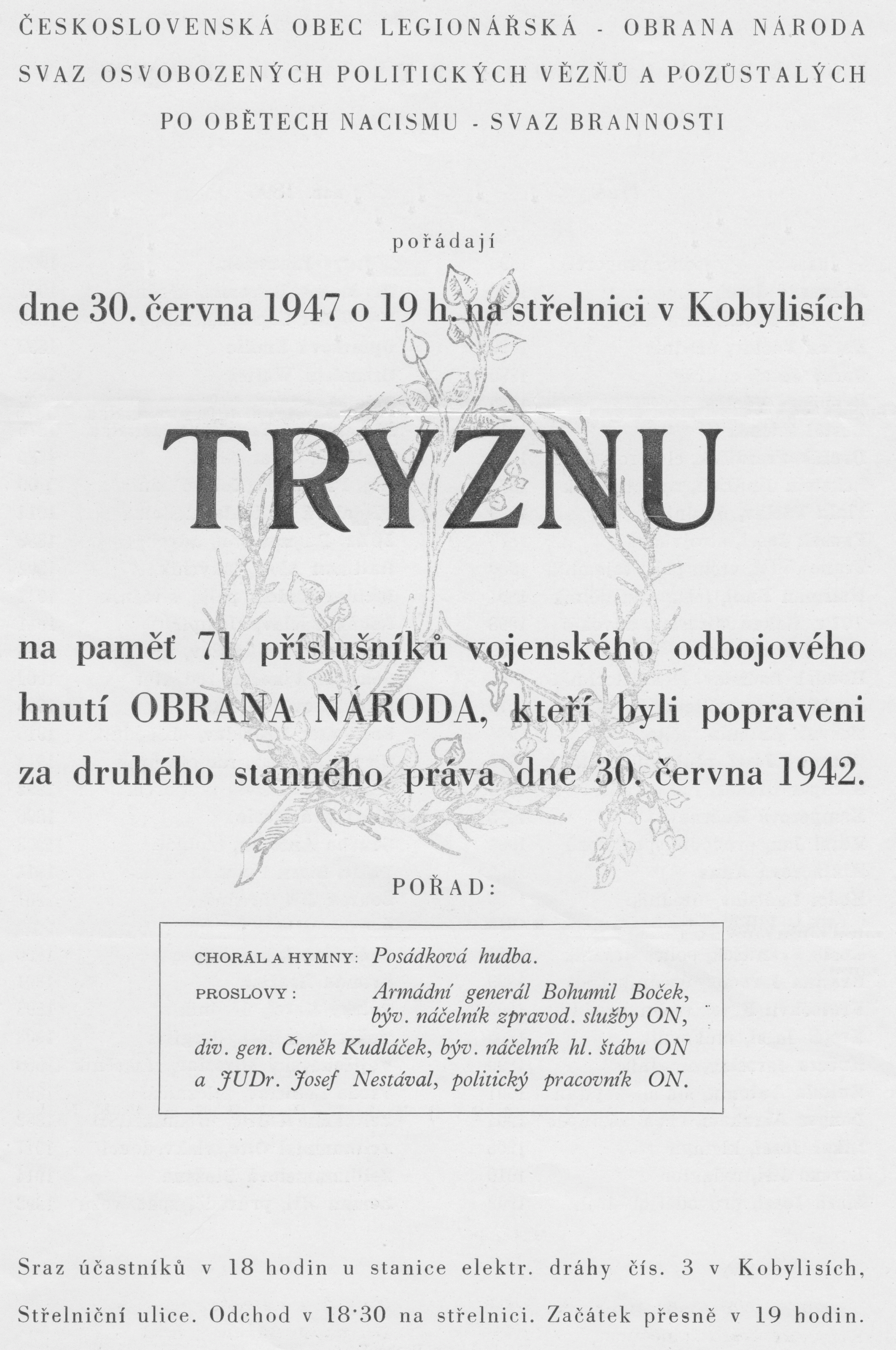
Tryzna (30. června 1947), titulní strana dokumentu
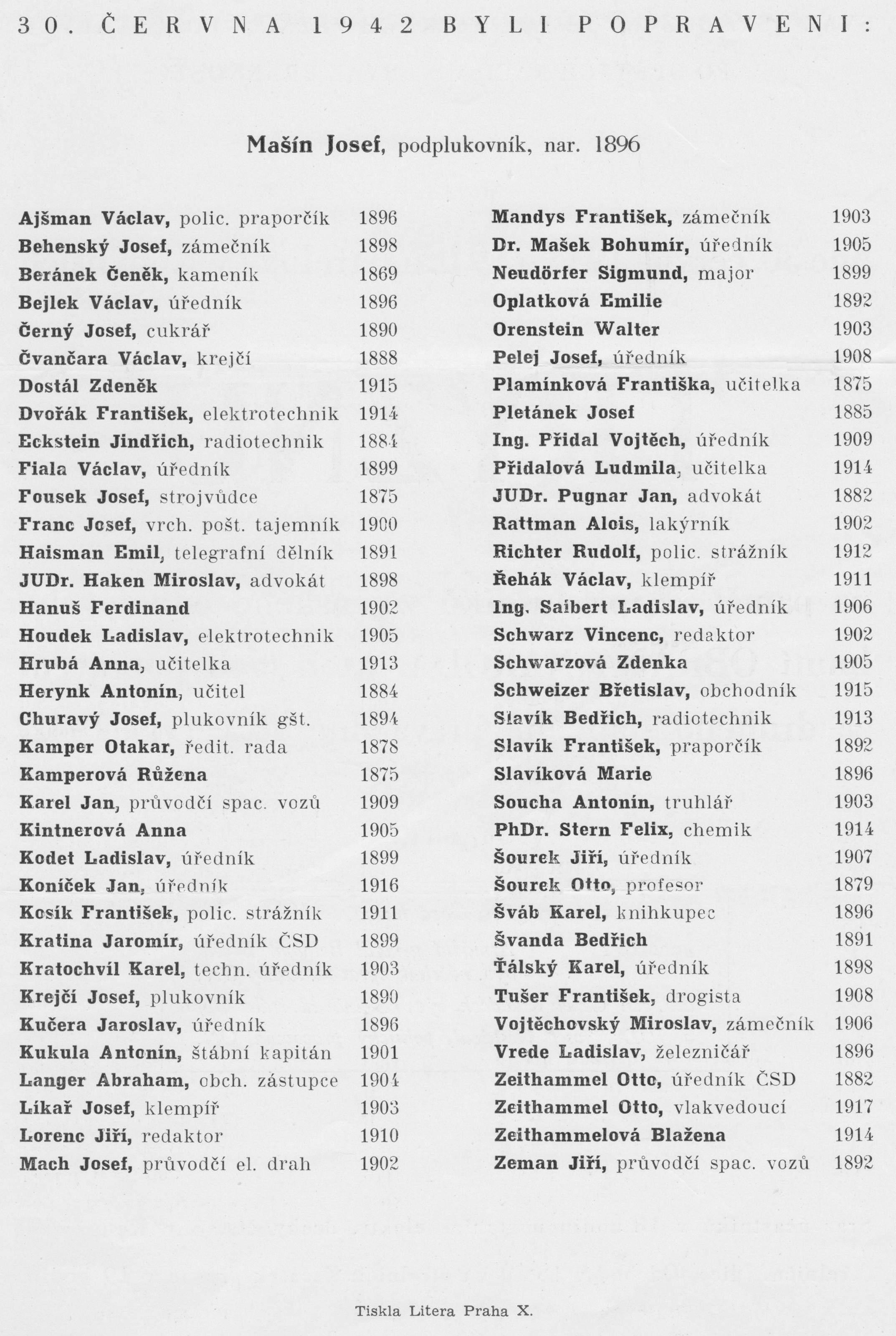
Trizna (30. června 1947), Seznam popravených

## Dovětek
Dcera Jiřího Zemana – Jiřina Zemanová, která se narodila asi kolem roku 1923 za války ve svých osmnácti letech roznášela ilegální tisk a letáky.
Kromě zásilek a vzkazů převáželi zpravodajští kurýři (v úkrytech) ve vagonech např. i vzorky ocele na tanky. Když nastupovali do práce, podrobovalo je gestapo namátkovým kontrolám. Protože Jiří Zeman správně dovozoval, že by mohl být sledován gestapem, nastupoval do služby na Wilsonovo nádraží pokaždé „bez kompromitujících zásilek“. Veškeré tyto zásilky (včetně trhavin) mu doručovala právě jeho dcera. Jiřina Zemanová byla malého vzrůstu a vypadala mladě. V košíku s jídlem na vrchu a „materiálem“ ukrytým pod ním prošla sama předem nenápadně vrátnicí. Před odjezdem vlaku došla k vagónu, kde na ní čekal spolupracovník jejího otce, jemuž košík s „jídlem pro tatínka“ předala.
Po válce Jiřina Zemanová účinkovala v drobných rolích jako herečka v divadle Oldřicha Nového.